# 小埃厄河
49°35′34.25″N 10°25′7.61″E / 49.5928472°N 10.4187806°E
小埃厄河（德語：Kleine Ehe），是德國的河流，位於該國東南部，由巴伐利亞負責管轄，屬於埃厄河的左支流，河道全長8.1公里，流域面積34.3平方公里，河畔城鎮有烏芬海姆、魏根海姆、馬克特諾德海姆和伊珀斯海姆。